# 氢化铝钠
氢化铝钠（或称四氢合铝酸钠），是一种配位化合物，化学式为NaAlH4。它是白色易燃性固体，可溶于四氢呋喃，不溶于乙醚或烃类溶剂中。它在有机反应中用作还原剂，也用于储氢。它的结构和氢化铝锂类似，由Na+和四面体的AlH−
4构成。

## 结构、制备和反应
氢化铝钠采取CaWO4结构。四面体AlH−
4中心由八配位的Na+连接。
该化合物可由单质直接合成，反应在200°C和高压下发生，催化剂选用三乙基铝：
Na  +  Al  +  2 H2  →   NaAlH4
在乙醚中的悬浊液中，它可以和氯化锂反应，得到氢化铝锂：
LiCl  +  NaAlH4 →   LiAlH4  +  NaCl
这个化合物可以和质子溶剂（如水）迅速反应，方程式如下：
4 H2O  +  NaAlH4 →   Na[Al(OH)4]  +  4 H2

## 应用

### 储氢
氢化铝钠可用作氢气箱中的储氢试剂。反应如下：
3 NaAlH4  → Na3AlH6+ Al +  H2
Na3AlH6   →   3 NaH + Al +  3/2 H2
它可以最多释放7.4%质量比的氢气，反应温度为200°C。吸氢反应比较缓慢，充满罐需要数分钟。释放和储存氢可由钛催化。

### 有机反应试剂
氢化铝钠是强还原剂，和氢化铝锂（LAH）或二异丁基氢化铝（DIBAL）的性质相似。由于Al-H键和B-H键相比，更弱且更具有极性，它比硼氢化钠的还原性更强，它可以将酯还原为醇。